# Calodia attenuata
Calodia attenuata är en insektsart som beskrevs av Nielson 1982. Calodia attenuata ingår i släktet Calodia och familjen dvärgstritar. Inga underarter finns listade i Catalogue of Life.